# گریستون (پنسیلوانیا)
گریستون (به انگلیسی: Graceton) یک منطقهٔ مسکونی در ایالات متحده آمریکا است که در شهرستان ایندیانا، پنسیلوانیا واقع شده‌است. گریستون ۲۵۷ نفر جمعیت دارد و ۳۳۴٫۰۶ متر بالاتر از سطح دریا واقع شده‌است.